# Constantin Teodorescu
Constantin Teodorescu (n. 25 ianuarie 1863 – d. 1942, București) a fost unul dintre generalii Armatei României din Primul Război Mondial.
A îndeplinit funcția de comandant de divizie în campania anului 1916.

## Cariera militară
Constantin Teodorescu a urmat cursurile Școlii de subofițeri din București între 1881-1883, după absolvirea căreia a fost admis să susțină examenul de absolvire a Școlii Militare de Infanterie și Cavalerie, pe care îl promovează în anul 1883 cu gradul de sublocotenent. Ulterior, Constantin Teodorescu a ocupat diferite poziții în cadrul unităților de infanterie sau în eșaloanele superioare ale armatei, cele mai importante fiind cele de sub-șef de stat major al Corpului II Armată, comandant al Regimentului IV Ilfov nr. 21, director superior al Direcției personalului din Ministerul de Război sau șef al Secției mobilizare din Marele Stat Major General.
În perioada Primului Război Mondial a îndeplinit funcția de comandant al Diviziei 17 Infanterie, în perioada 14/27 august – 24 august/6 septembrie 1916. Divizia 17 avea sarcina de a apăra capul de pod Turtucaia.
Din cauza modului defectuos de exercitare a actului de comandă de către conducerea militară superioară a armatei (șeful Marelui Cartier General, comandantul Armatei 3, comandanții Divizilor 17, 9 și 19 Infanterie), după numai cinci zile de lupte, trupele bulgaro-germane câștigă Bătălia de la Turtucaia.:pp 364-398 Generalul Radu Rosetti identifica drept una din cauzele principale ale pierderii bătăliei lipsa de orice însușire a generalului Constantin Teodorescu.:p. 129 I se ia comanda diviziei la 24 august/6 septembrie 1916, ulterior îndeplinind funcții secundare cum ar fi cea de comandant al Comandamentului teritorial al Diviziei 6 Infanterie.

## Lucrări
- Curs de geografie militară a României și țărilor vecine de Colonel Teodorescu C., Profesor de geografie militară la Școala Superioară de Răsboiu și la Școala Specială de Infanterie. Cu o introducere de D-l General Ionescu, G., Directorul Serviciului Geografic al Armatei. Vol. I. Generalități asupra Europei, Rusiei, Austro-Ungariei și Peninsulei Balcanice. Teatrele de operațiuni ale: Basarabiei, Galiției, Bucovinei, Transilvaniei, Bulgariei și Serbiei. Cu 28 schițe în text. București (Albert Baer), 1912
- Curs de geografie militară a României și țărilor vecine de Colonel Teodorescu C., Profesor de geografie militară la Școala Superioară de Răsboiu și la Școala Specială de Infanterie. Cu o introducere de D-l General Ionescu, G., Directorul Serviciului Geografic al Armatei. Vol II. România. Lucrare aprobată și recomandată corpurilor de trupă și școalelor militare cu ordinul Ministerului de Răsboi (Statmajorul general) No. 11395 din 15 martie 1912. Cu 35 schițe, 2 planuri colorate și 4 vederi în text. București (Inst. de arte grafice Carol Gobl S-sor Ion St. Rasidescu), 1912
- Geografia militară [de] Colonel Teodorescu C. Ed. II. Revăzută și adăugită pe baza ultimelor prefaceri în Balcani din 1912-1913. Cu numeroase schițe și planuri. Lucrare aprobată cu ordinul Ministerului de Răsboi (Stat Major General), No. 11395 din 15 martie 1912. București (Albert Baer), 1914
- Prima escursiune a turiștilor militari la Brăila-Măcin de Maiorul C. Teodorescu, din Statul-Major al Corpului II de Armată. Bucuresci (Inst. de Arte Grafice Carol Gobl S-r I. St. Rasidescu), 1904
- Răspuns la un articol din Revista Armatei de Colonel C. Teodorescu. București (Inst. de Arte Grafice Carol Gobl S-sor I. St. Rasidescu), 1912
- Reorganizarea armatei române. Conferință ținută la Cercul militar din Bucuresci în diua de 30 martie 1905 în presența M. S. Regelui și a oficerilor de tote armele din garnisona Bucuresci de Maiorul C. Teodorescu, Sub-șeful Statului Major al Corpului II de Armată, Brevetat de Stat-Major. Bucuresci (Inst. de Arte Grafice Carol Gobl S-sor Ion St. Rasidescu), 1905[9]

## Decorații
- Ordinul „Coroana României”, în grad de ofițer (1912)
- Ordinul „Steaua României”, în grad de ofițer (1913)[1]:p. 431